# Cobra-cega-das-dunas
A cobra-cega-das-dunas (nome científico: Amerotyphlops amoipira) é uma serpente brasileira da família dos tiflopídeos (Typhlopidae).

## Taxonomia
A cobra-cega-das-dunas foi descrita por M. T. Rodrigues e F. A. Juncá em 2002. Seu nome específico amoipira faz referência aos amoipiras, uma tribo indígena tupi que viveu na região onde a espécie foi identificada no século XVI e que provavelmente foi extinta no XVII. Similaridade morfológica, preferências ecolôgicas e distribuição geográfica sugerem que Amerotyphlops amoipira e A. yonenagae podem ser espécies filogeneticamente próximas. Em 2018, Graboski et al. confirmaram A. amoipira, A. yonenagae, A. arenensis e A. paucisquamus compõem um clado com as espécies do Nordeste do Brasil e que A. amoipira e A. paucisquamus formam um subclado.

## Descrição
A cobra-cega-das-dunas apresenta corpo cilíndrico, ligeiramente pigmentado, com sutura nasal incompleta. Tem 18 fileiras de escamas ao redor do corpo e 212–242 escamas dorsais. Seu comprimento total máximo registrado de 200 milímetros. É morfologicamente semelhante a A. arenensis e A. paucisquamus, compartilhando o mesmo número de fileiras de escamas em torno do corpo e sobreposição quanto ao número de escamas médio-dorsais. A análise de caracteres morfológicos externos de espécimes coletados no município de Bonito de Minas, no estado de Minas Gerais, inicialmente classificados como A. amoipira, permitiu a identificação desses indivíduos como A. arenensis.

## Distribuição e habitat
A cobra-cega-das-dunas é endêmica do Brasil. Até pouco tempo, seu registro era limitado apenas à localidade-tipo, situada no município de Barra (Ibiraba), na Bahia, na área das dunas ao longo da margem esquerda do rio São Francisco. Pesquisas recentes expandiram sua distribuição para os estados de Alagoas, Rio Grande do Norte, Sergipe, Maranhão e Ceará. Os registros atribuídos a essa espécie no Cerrado de Minas Gerais, especificamente no município de Bonito de Minas, na Fazenda Santa Maria de Vereda, foram posteriormente identificados como pertencentes a A. arenensis. A área de ocorrência da espécie foi estimada em 701 708 quilômetros quadrados, calculada a partir do menor polígono convexo que inclui todos os pontos confirmados de registro da espécie. Em termos hidrológicos, ocorre nas sub-bacias do Itapecuru, do litoral de Alagoas, Pernambuco, Paraíba, Ceará, Piauí e Sergipe e no Baixo e Médio São Francisco. Habita ambientes psamófilos, em fragmentos florestais em áreas de dunas e solos arenosos nos biomas da Caatinga, Mata Atlântica, Restinga, Amazônia e Cerrado.

## Biologia e ecologia
A cobra-cega-das-dunas é uma espécie fossorial e vive enterrada em solos arenosos. Alimenta-se de formigas, cupins e outros invertebrados subterrâneos. Reproduz-se por postura de ovos (oviparidade), geralmente um único ovo fixo ao substrato.

## Conservação
A União Internacional para a Conservação da Natureza (UICN) classifica a cobra-cega-das-dunas como pouco preocupante (LC), pois embora seja conhecida em diversas localidades amplamente separadas e as ameaças sejam reconhecidas pelo menos nas proximidades da localidade-tipo, evidências recentes indicam que é muito mais disseminada do que se reconhecia anteriormente. Em 2017, foi classificada como como em perigo (EN) na Lista Oficial das Espécies da Fauna Ameaçadas de Extinção do Estado da Bahia e em 2018 como em perigo (EN) no Livro Vermelho da Fauna Brasileira Ameaçada de Extinção do Instituto Chico Mendes de Conservação da Biodiversidade (ICMBio). Em 2020, mediante reanálise da situação da espécie, o ICMBio atualizou sua classificação e definiu que a cobra-cega-das-dunas é pouco preocupante (LC). Suas subpopulações podem estar afetadas pela expansão agropastoril e urbana e pela extração de areia. É possível que parte de suas subpopulações tenham sido afetadas no processo de construção da Usina Hidrelétrica de Sobradinho, na Bahia. É pouco provável que a espécie tenha sido afetada pela transposição do rio São Francisco, dada a distância entre o empreendimento e seu local de registro nas margens do rio (ca. 500 quilômetros). Em sua área de distribuição, ocorre em algumas áreas de conservação: a Área de Proteção Ambiental do Piaçabuçu (APA Piaçabuçu), a Área de Proteção Ambiental de Bonfim/Guaraíra (APA Bonfim/Guaraíra), a Área de Proteção Ambiental de Upaon-Açu-Miritiba-Alto Preguiças (APA Upaon-Açu-Miritiba-Alto Preguiças), a Área de Proteção Ambiental Dunas e Veredas do Baixo-Médio São Francisco (APA Dunas e Veredas do Baixo-Médio São Francisco) e a Reserva Particular de Patrimônio Natural Fazenda Boa Ventura (RPPN Fazenda Boa Ventura).